# Carolina Luisa de Sajonia-Weimar-Eisenach
Carolina Luisa de Sajonia-Weimar-Eisenach (Weimar, 18 de julio de 1786 - Ludwigslust, 20 de enero de 1816) fue una noble alemana, hija del gran duque Carlos Augusto de Sajonia-Weimar-Eisenach y de su esposa, la princesa Luisa Augusta de Hesse-Darmstadt.

## Matrimonio y descendencia
El 1 de julio de 1810, Carolina Luisa se convirtió en la segunda esposa del heredero al gran ducado Federico Luis de Mecklemburgo-Schwerin. Tuvieron tres hijos:
1. Alberto de Mecklemburgo-Schwerin (11 de febrero de 1812 - 18 de octubre de 1834), murió con 22 años; sin descendencia.
2. Elena de Mecklemburgo-Schwerin (24 de enero de 1814 - 18 de mayo de 1858), casada con el príncipe Fernando Felipe de Orleans, hijo mayor del rey Luis Filipe I de Francia; con descendencia.
3. Magnus de Mecklemburgo-Schwerin (3 de mayo de 1815 - 25 de abril de 1816), murió con 11 meses.

Su única hija se casó con el hijo mayor de Luis Felipe I de Francia. Tenía una matrimonio armonioso con su esposo.
Después del nacimiento de su hijo menor, el príncipe Magnus, su salud nunca se recuperó y murió sin haber cumplido aún treinta años en el Palacio de Ludwigslust. En su lecho de muerte, le sugirió que su esposo se volviera a casar con su prima Augusta Federica, hija de Federico V de Hesse-Homburg; se casaron en abril de 1818.